# 위원회에 의한 디자인
위원회에 의한 디자인(design by committee)은 수많은 디자이너가 참여했으나 공통된 계획이나 비전이 없는 프로젝트에 대한 경멸적인 용어이다.
이 용어는 과정 자체가 요건과 참여자의 관점 간 타협의 결과로 이어지는, 최적이 아닌 특징들을 가리키기 위해 사용되며, 특히 불필요한 복잡성, 내부 불일치, 논리적 결함, 진부함, 통일된 시각의 결여 등 리더십이나 기술 지식의 부족이 존재한다.
이 용어는 특히 기술적 말투로 쓰이며 정치적 실현가능성 대비 기술적 품질의 요구를 강조한다. "너무 많은 요리사가 죽을 망친다."(too many cooks spoil the broth)라는 구는 이 아이디어를 대변한다.
이 용어는 보통 정보통신기술에 사용되며 특히 유즈넷 아카이브에 의해 입증된 언어와 기술 표준의 디자인을 가리킬 때 사용된다.

## 같이 보기
- 투표의 역설
- 집단사고
- 오버엔지니어링